# Reinhold Messner
Reinhold Andreas Messner, južnotirolski alpinist z italijanskim državljanstvom, * 17. september 1944, Briksen, Južna Tirolska.
Messner je prvi človek, ki je osvojil vse osemtisočake in prvi, ki je samostojno priplezal na Mount Everest brez dodatnega kisika. O svojih alpinističnih odpravah je napisal mnogo knjig in posnel več dokumentarnih filmov.

## Osvojeni osemtisočaki
| Leto | Gora (nadmorska višina v m)                                                 |
| ---- | --------------------------------------------------------------------------- |
| 1970 | Nanga Parbat (8125)                                                         |
| 1972 | Manaslu (8156)                                                              |
| 1975 | Gašerbrum I (8068)                                                          |
| 1977 | Daulagiri (8167)                                                            |
| 1978 | Mount Everest (8844), Nanga Parbat (8125)                                   |
| 1979 | K2 (8611)                                                                   |
| 1980 | Mount Everest (8844)                                                        |
| 1981 | Šiša Pangma (8012)                                                          |
| 1982 | Kangčendzenga (8598), Gašerbrum II (8035), Broad Peak (8048), Čo Oju (8201) |
| 1983 | Čo Oju (8201)                                                               |
| 1984 | Hidden Peak (8068), Gašerbrum II (8035)                                     |
| 1985 | Anapurna (8091), Daulagiri (8167)                                           |
| 1986 | Makalu (8485), Lhotse (8516)                                                |